# Exciter (альбом)
Exciter (в переводе с англ. — «Возбудитель») — десятый студийный альбом британской электро-музыкальной группы Depeche Mode. Он был впервые выпущен в Великобритании 14 мая 2001 года на лейбле Mute Records, а днём позже в Соединённых Штатах на лейбле Reprise Records. В поддержку альбома был проведён Exciter Tour, ставший одним из самых успешных туров Depeche Mode.
Exciter дебютировал на 9-м месте в британском чарте UK Albums Chart и на 8-м в американском чарте Billboard 200, с проданными 115 000 копиями за первую неделю в США. Это единственный альбом Depeche Mode, который достиг более высокого места в Соединённых Штатах, чем в Великобритании. На апрель 2006 года было продано 426 000 копий в США, и был сертифицирован Американской ассоциации звукозаписывающих компаний как «золотой диск». В Канаде альбом также получил золотой статус, с 50 000 проданными копиями.

## Запись альбома
Тексты песен альбома охватывает множество различных тем. Мартин Гор сказал, что песня «The Dead of Night» была написана после того, как он посетил один клуб в Лондоне, где было много наркотиков и хаоса. Также Гор сказал MTV Europe:
Песня «I Feel Loved» о том, когда вы чувствуете себя абсолютно хреново, и вы чувствуете себя даже хуже, чем когда-либо в жизни. А потом почему-то думаешь: «наверное, Вселенная любит меня за то, что я так себя чувствую».
В музыкальном плане Exciter был охарактеризован как очень атмосферный и электронный альбом. Гор заявил, что он слушал более абстрактную электронную музыку в преддверии записи Exciter, которая повлияла на некоторые из более экспериментальных звуковых ландшафтов на альбоме. Группа также часто цитировала продюсера Марка Белла как главного вдохновителя в создании Exciter, поскольку Гаан утверждает, что Марк Белл помог ему стать более уверенным при записи вокала. Помимо электронных звуковых ландшафтов Depeche Mode также добавили в свои аранжировки элементы традиционного блюза, ретро-фанка, прогрессивного рока и оркестрового попа. Белл сказал журналу Keyboard, что в треке «Dream On» есть партии акустической гитары и электроники. Гор чувствовал, что многие песни альбома, включая «When the Body Speaks», имеют звучание 50-х или 60-х годов. Песня «Comatose» была значительно записана по-другому, в отличие от демо-версии, так как группа хотела более минималистичную аранжировку. «Freelove» была одной из последних песен, записанных для альбома.

## Переиздание
2 октября 2007 года (3 октября в Северной Америке) состоялось переиздание альбома. Оно включало в себя два диска: первый диск формата SACD/CD (Компакт-диск только в США) содержал все композиции Exciter, прошедшие ремастеринг; второй диск DVD содержал би-сайды, композицию «Freelove (Flood Mix)», аудио-версии песен концертного видеоальбома One Night in Paris. Как и другие переиздания, есть документальный фильм о процессе создания Exciter под названием Depeche Mode 1999—2001 (представляющий интимную и деликатную сторону Depeche Mode). Документальный фильм начинается с разговоров о писательском блоке Гора. В нём также обсуждаются первые три сингла, запись, обложка и Exciter Tour (включая один из выступлений группы вместе с Fad Gadget). Документальный фильм длится около 30 минут. Три участника группы берут интервью вместе с Дэниелом Миллером, Кристианом Эйгнером, Питером Гордено, Антоном Корбейном и представителями лейбла Mute Records. Документальный фильм заканчивается фразой «Продолжение следует…»

## Критика
| Совокупная оценка    | Совокупная оценка |
| Источник             | Оценка            |
| -------------------- | ----------------- |
| Metacritic           | 65/100            |
| Оценки критиков      |                   |
| Источник             | Оценка            |
| AllMusic             | [ 9 ]             |
| Alternative Press    | [ 10 ]            |
| Entertainment Weekly | (B−)              |
| The Guardian         | [ 12 ]            |
| NME                  | (8/10)            |
| Pitchfork            | (5.5/10)          |
| Q                    | [ 15 ]            |
| Rolling Stone        | [ 16 ]            |
| Spin                 | (5/10)            |
| USA Today            | [ 18 ]            |

Exciter получил в целом положительные отзывы от музыкальных критиков; на сайте Metacritic оценка альбома составляет 65 баллов из 100.
Нед Раггетт из AllMusic оценил альбом в 3,5 звёздами из 5 и сказал: "Редко встречаются такие группы, которые смогут удержать планку творчества, пробуя каждый раз что-то новое, но Depeche Mode полностью демонстрируют этот баланс на Exciter. Возможно, первый альбом, сделанный группой как единое целое со времён Violator (и имеющий некоторое сходство с общими названиями песен, к примеру сравните «The Sweetest Condition» и «The Sweetest Perfection»). Стивен Дэлтон из New Musical Express написал: «Именно этот альбом Depeche Mode, казалось, никогда не был бы выпущен. Их последние два были записаны в рамках почти на грани смерти Дэйва Гаана из-за наркозависимости, отношениях в группе, напряженных до предела, и их электронная повестка дня была похоронена под оползнем риффов, недовольства и реабилитации».
Гарет Грунди из Q отрицательно оценил альбом, получив 2 балла из 5, сказав: «В лучшем случае, Exciter внешне привлекателен: упражнение с хорошим вкусом, сочетающее современное гудение с перетасовкой барабанов и гитар. Это достаточно приятная обёртка, созданная продюсером Марком Беллом, которая легко строится вокруг полного энергией вокала Дэйва Гаана и чванливых баллад, таких как „The Sweetest Condition“».

## Список композиций
Все тексты написаны Мартином Гором.
| №                   | Название                 | Длительность |
| ------------------- | ------------------------ | ------------ |
| 1.                  | «Dream On»               | 4:20         |
| 2.                  | «Shine»                  | 5:32         |
| 3.                  | «The Sweetest Condition» | 3:42         |
| 4.                  | «When the Body Speaks»   | 6:01         |
| 5.                  | «The Dead of Night»      | 4:50         |
| 6.                  | «Lovetheme»              | 2:02         |
| 7.                  | «Freelove»               | 6:10         |
| 8.                  | «Comatose»               | 3:24         |
| 9.                  | «I Feel Loved»           | 4:20         |
| 10.                 | «Breathe»                | 5:17         |
| 11.                 | «Easy Tiger»             | 2:05         |
| 12.                 | «I Am You»               | 5:10         |
| 13.                 | «Goodnight Lovers»       | 3:48         |
| Общая длительность: | Общая длительность:      | 56:41        |

## Участники записи
Depeche Mode
- Дэйв Гаан — основной вокал кроме песен «Comatose» и «Breathe»
- Мартин Гор — гитара, клавишные, бэк-вокал, основной вокал в песнях «Comatose» и «Breathe», акустическая гитара в песне «Dream On»
- Энди Флетчер — клавишные, бэк-вокал в «Dream On» и «When the Body Speaks», бас-гитара

Приглашённые музыканты
- Нокс Чендлер — аранжировки для виолончели и ансамбля струнных инструментов в песне «When the Body Speaks»
- Тодд С. Рейнолдс, Джойс Хэмман, Натали Каминс, Ральф Х. Харрис, Лео Гринхауз — струнные инструменты в песне «When the Body Speaks»
- Аирто Морейра — перкуссия в песнях «Freelove» и «I Feel Loved»
- Кристиан Айгнер — ударные в песне «I am You»

## Позиции в хит-парадах и сертификации

### Чарты
| Чарт (2001)                                  | Высшая позиция |
| -------------------------------------------- | -------------- |
| Австралия (ARIA)                             | 20             |
| Австрия (Ö3 Austria)                         | 2              |
| Бельгия/Фландрия (Ultratop)                  | 5              |
| Бельгия/Валлония (Ultratop)                  | 1              |
| Великобритания (UK Albums Chart)             | 9              |
| Великобритания (UK Independent Albums Chart) | 1              |
| Венгрия (MAHASZ)                             | 1              |
| Германия (Offizielle Top 100)                | 1              |
| Греция (IFPI)                                | 1              |
| Дания (Hitlisten)                            | 3              |
| European Albums (Music & Media)              | 2              |
| Ирландия (IRMA)                              | 13             |
| Испания (AFYVE)                              | 2              |
| Италия (Classifica album)                    | 2              |
| Канада (Canadian Albums Chart)               | 3              |
| Нидерланды (Album Top 100)                   | 15             |
| Норвегия (VG-lista)                          | 3              |
| Польша (ZPAV)                                | 1              |
| США (Billboard 200)                          | 8              |
| Финляндия (Suomen virallinen lista)          | 2              |
| Франция (SNEP)                               | 1              |
| Чехия (ČNS IFPI)                             | 1              |
| Швеция (Sverigetopplistan)                   | 1              |
| Швейцария (Schweizer Hitparade)              | 2              |
| Шотландия (Scottish Albums Chart)            | 10             |
| Япония (Oricon)                              | 79             |

| Чарт (2001)                     | Позиция |
| ------------------------------- | ------- |
| Австрия (Ö3 Austria)            | 53      |
| Бельгия (Ultratop Wallonia)     | 39      |
| Германия (Offizielle Top 100)   | 13      |
| Европа (Music & Media)          | 30      |
| Франция (SNEP)                  | 59      |
| Швеция (Sverigetopplistan)      | 47      |
| Швейцария (Schweizer Hitparade) | 39      |

### Сертификации
| Регион | Сертификация | Продажи    |
| --- | ------------ | ---------- |
| Австрия (IFPI Austria)                                                                                                   | Золотой      | 20 000*    |
| Бельгия (BEA) | Золотой      | 25 000*    |
| Великобритания (BPI) | Золотой      | 100 000*   |
| Германия (BVMI) | Платиновый   | 300 000^   |
| Испания (PROMUSICAE) | Золотой      | 50 000^    |
| Канада (Music Canada) | Золотой      | 50 000^    |
| Польша (ZPAV) | Золотой      | 35 000*    |
| США (RIAA) | Золотой      | 500 000^   |
| Финляндия (Musiikkituottajat)                                                                                            | Золотой      | 15,450     |
| Франция (SNEP) | Золотой      | 100 000*   |
| Швеция (GLF) | Золотой      | 40 000^    |
| Швейцария (IFPI Switzerland)                                                                                             | Золотой      | 20 000^    |
| Итого |              |            |
| Европа (IFPI) | Платиновый   | 1 000 000* |
| * Данные о продажах приведены только на основе сертификации. ^ Данные о тиражах приведены только на основе сертификации. |              |            |